# Stichting Natuurbehoud Suriname

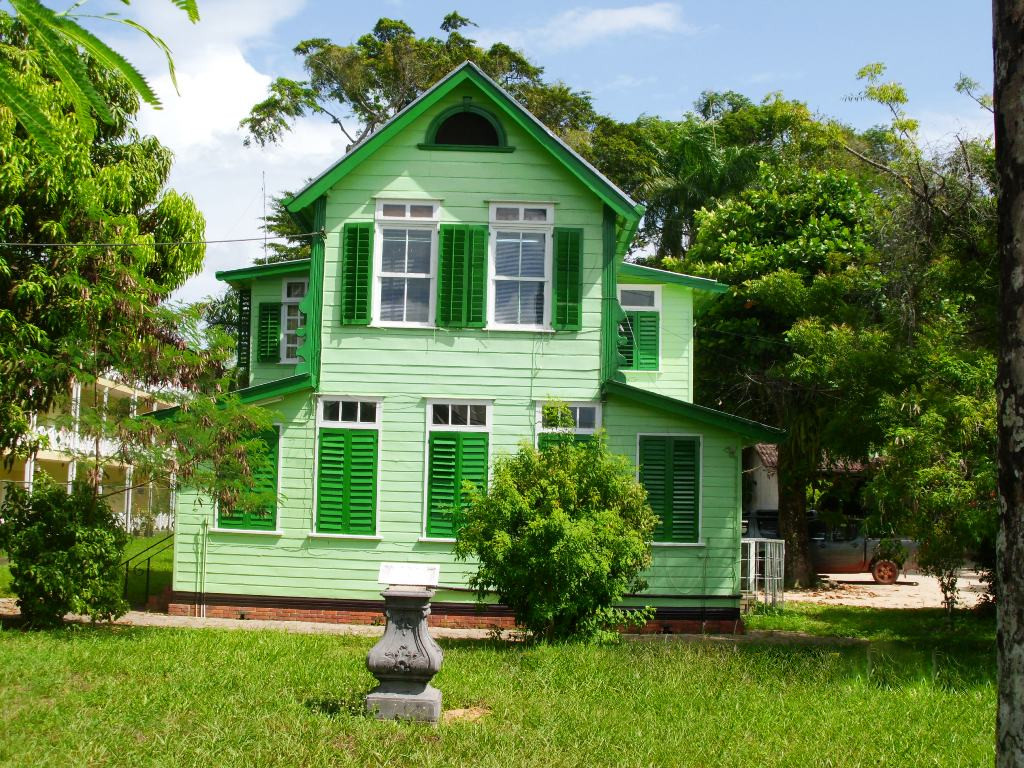
Büro STINASU an der Cornelis Jongbawstraat 14 in Paramaribo

Die Stichting Natuurbehoud Suriname (STINASU) ist eine 1969 gegründete surinamische Naturschutz-Organisation.
Sie ist eine Stiftung, die als quasi nicht staatliche Organisation auch von Einkommen aus dem Ökotourismus  und von Projektförderungen durch Internationalen Partnerorganisationen, wie das WWF abhängig ist. Allerdings wird der Vorstand und der Direktor der Stiftung durch den Minister des Ministeriums für Grond- en Bosbeheer (Grund- und Forstverwaltung) bestellt.
Die STINASU hat u. a. als Stiftungsziel in Zusammenarbeit mit staatlichen Organisationen die Naturschutzgebiete zu wissenschaftlichen, pädagogischen und ökonomischen (Tourismus) Zwecken dienstbar zu machen. Weiter soll sie wissenschaftliche Untersuchungen stimulieren und koordinieren, die Informationen für Beschlüsse zur Verwaltung der Natur liefern müssen. Zu ihrer Aufgabe gehört auch der surinamischen Bevölkerung deutlich zu machen wie wichtig Naturschutz ist. Hierzu gibt 
sie Publikationen auch für Touristen und Schulen heraus. Es wurden auch mehrere Naturfilme gedreht die für Aufklärungsaktionen genutzt werden. Für Schüler werden weiter Exkursionen und Camps in den Reservaten organisiert, um ihnen den Wert des Naturschutzes näherzubringen.
In den relativ einfach zu erreichenden Schutzgebieten, Raleighvallen (Wasserfälle im Coppename) und Voltzberg (Teile des Zentral-Schutzgebietes), Wia-Wia, Galibi und Brownsberg hat STINASU Übernachtungsmöglichkeiten geschaffen, die auch von Touristen direkt bei der Stiftung in Paramaribo gebucht werden können.